# Mao Jingdian
Mao Jingdian (27 de febrero de 1995) es una jugadora de tenis de mesa paralímpica china.

## Carrera
Ganó la medalla de oro en el evento C8 individual femenino en los Juegos Paralímpicos de Verano de 2012 y el mismo evento en los Juegos de 2016. Calificó para representar a China en los Juegos Paralímpicos de Verano a realizarse en Tokio, Japón.
Ha ganado numerosos títulos en los Campeonatos de Asia y Oceanía (en 2009 y 2011), Juegos de Asia Adaptados (en 2010, 2014 y 2018) y los Campeonatos de Asia (en 2017 y 2019).
Fue un prodigio del tenis de mesa antes de su discapacidad. Representó a su provincia natal Jiangsu en competencias nacionales en 2005, cuando tenía 10 años. Sin embargo, ese mismo año, una lesión y un diagnóstico erróneo provocaron una dislocación de cadera, lo que la obligó a retirarse. Comenzó a jugar nuevamente después de conocer al entrenador de tenis de mesa Yuan Feng en 2009.